# 迷Qポワロ
『推理せよ!迷Qポワロ』（すいりせよ!めいきゅーぽわろ）は、フジテレビ系列で2013年から2014年まで不定期放送されていたクイズバラエティ番組である。

## 放送日時
| 回数  | 放送日                  | 放送時間（JST） | 備考                                                               |
| ----- | ----------------------- | --------------- | ------------------------------------------------------------------ |
| 第1回 | 2013年5月4日（土曜日）  | 13:30 - 15:00   | 関東ローカル。 『土曜スペシャル』枠で放送。                        |
| 第2回 | 2013年7月21日（日曜日） | 16:00 - 17:25   | 関東ローカル。 『日曜スペシャル』枠で放送。                        |
| 第3回 | 2014年1月19日（日曜日） | 19:00 - 20:54   | 全国ネット。 『ほこ×たて』打ち切り後のつなぎ番組の一環として放送。 |

## 概要
パネラーが2人ペアの探偵となって、謎解きや間違い探しなどのクイズに挑戦する。番組全般に『脳内エステ IQサプリ』のスタッフが携わっており、問題形式なども引き継いでいる。
MCは八嶋智人が担当しており、八嶋がフジテレビ系列のバラエティ番組でMCを担当するのは『トリビアの泉 〜素晴らしきムダ知識〜』以来となる。

## 出演者

### MC
- 局長

八嶋智人
- 助手

三田友梨佳（フジテレビアナウンサー） 第1回 - 第2回
夏菜 第3回
問題出題前には局長と助手で寸劇を行ってから出題VTRへと移行する。また、推理タイム中にもヒントとして寸劇を行うこともある。

### VTR出演者（ドラマ出演者）
- 石井正則（第1弾）

事件の担当刑事として探偵を案内する。
- 宮川一朗太（第1弾）

「ガサ入れ刑事」として登場。
ポワロ署の面々
- 高杉亘（第1弾〜）

探偵たちが関わることとなる「ポワロ署」に所属する先輩刑事。階級は警部補。熱血派だが、暗号の類などは苦手で探偵の働きに頼っている。
- 山村紅葉（第2弾〜）

「ポワロ署」のベテラン女刑事。階級は警部。探偵と千葉刑事をサポートする。
- 千葉雄大（第2弾〜）

「ポワロ署」の新米刑事。階級は巡査。探偵に対し親身であり、自らも暗号などに強い。

## 主な問題
どのコーナーでも正解であれば「解決」、不正解の場合は「未解決」という判定になる。
通常問題
架空の事件を題材に、重要参考人の証言から犯人を当てたり、暗号の解読を行う。出題VTRは「探偵」の一人称視点となっており、あたかも自らが現場に居合わせたかのような感覚で進行する。
問題の多くは択一式となっているが、正解の選択肢を選んでも理由が不正解の場合は未解決となる。
事前モニターによる解決時間を元に問題の難易度と制限時間が決められており、「簡単」は1分30秒〜4分、「普通」は5分〜6分、「難事件」は7分となっている（視聴者はヒントタイムやCMの時間も含む）。
だくてんドロボー
元の文章から濁点・半濁点が抜かれたひらがなのみの文を見て、元の文が何と書かれていたかを推理し早押しで解答する（例、「うぃきへてぃあのふんしょう」→「ウィキペディアの文章」）。
2019年に特番で放送された「IQサプリ」にて、復刻版が行われた。
ひらがなドロボー
有名な曲の歌詞からひらがな・カタカナを抜かれた漢字のみの歌詞を見て、元の歌詞が何なのかを推理し、早押しで解答権を得た後実際に歌い、曲名を解答する。
職業推理クイズ
5つの証拠（その職業の人に欠かせないアイテム）が順に登場するので、何の職業をテーマにしているか推理する。早抜け形式。
ガサ入れ刑事
宮川扮する「ガサ入れ刑事」が有名人の自宅へ「ガサ入れ」を行う。その過程に登場する5つの証拠品を元に、ガサ入れしている家が誰の家かを推理する。解答権は各チーム2回までとなっており、先着3組が解決した時点で終了となる。
ゴチャまぜ漢字
二字熟語のパーツをバラバラにして組み合わされた創作二字熟語を見て、元の熟語が何かを早押しで解答する。
この声だ〜れ?シックスボイス
有名なアニメのシーンを6人の芸能人がそれぞれ1つの役を担当して吹きかえたバージョンの映像を見て、誰が声を当てているのかを推理する。7チームによる早押し勝ち抜け方式（1つ当てれば解決）となっており、最後まで解決できなかったチームは次の問題終了まで声がボイスチェンジャーによって変えられてしまう。また、分からない場合はスペシャルバージョンとして各人の持ちネタや特徴が分かりやすい映像を見ることができる。
怪盗トルーニャ
ある映像が流れていく中で、怪盗トルーニャの仕業により映像の中の何かが盗られる（画面が変化し消えてしまう）ので、取られたものが何かを推理する。早抜け方式。
似顔絵捜査官
似顔絵操作の要領で、ある「物」を犯人に見立て、それを元にした5人の証言を参考に絵を描いていき、犯人となっている「物」は何かを推理する。
絵人画隠シー（かいじん えかくしー）
1枚の絵の中に指定されたジャンルの物の名前が8つ隠されているので、それを推理して解答する（例：ジャンル「鳥」の場合、なわとび（トビ）、たわし（ワシ）、まきじゃく（キジ）など）。難易度は全て異なる。
8人によるリレー形式で行い1人1つずつ解答。3分以内に8つ全てを見つけることができれば解決となる。
最終問題
探偵たちへドッキリ形式で行われるスタジオでの生出題。この問題のみ早抜け形式となっており、答えが分かったら八嶋に耳打ちを行い判定を行う。第2回以降は所長の八嶋にもドッキリとしてこのことを知らされないまま進行し、探偵たちと共に推理に挑む（進行は助手が担当。）
第1回ではエンディングトークの最中に突如スタジオが暗転、物音の後再び明るくなったところで事件が発生。そこにある暗号の解読に挑戦した。
第2回もエンディングトークの最中にスタジオが暗転し、暗号が登場。所長の八嶋にも挑戦してもらった（進行は助手の三田が担当）。
第3回ではラストコーナーへ行く最中に怪盗Xから「スタジオに爆弾を仕掛けた」と予告。夏菜が発見した爆弾の解除を賭け、爆発するまでの3分以内に八嶋を含む8組中3組が解決できれば爆弾解除という設定で行われた（進行は怪盗Xのナレーションと夏菜によって行われた）。正誤判定はモニターに解答を記入後早押しで判定（八嶋のみ別カメラによって判定）。

## 主なスタッフ
- 編成企画：細貝康介（フジテレビ）
- ナレーション：田中真弓、鈴木芳彦
- 構成：矢野了平、渡辺健久
- 問題：水野圭祐、龍田力、井上修、青井曽良、水野将良、伊藤のぶゆき、岸本雄生、塩見昌矢、坂野真希、西沢あつと、加藤ゆうた、石原大二郎
- TM：大嶋徹
- TD/SW：菊池謙
- CAM：伴野匡
- VE：藤尾美之
- AUD：村脇昭一
- 照明：八木原伸治
- 美術プロデューサー：木村文洋
- デザイン：別所晃吉
- 美術進行：横山勇
- 大道具：卜部徹夫
- アクリル装飾：松本健
- 電飾システム：福田隆正
- 装飾：武田正邦
- マルチ：伊藤拓也
- メイク：水落万里子
- 衣装：冨樫理英
- ロケ技術：共同テレビ映像取材部
- CG：PDトウキョウ、グレートインターナショナル、パークグラフィックス
- ロゴ：安居院一展
- 電子タイトル：原野真理子
- オフライン：落合英之、根本瞳
- 編集：岡本広、渡邊敬
- MA：和光康彦
- TK：本田悦子
- 音響効果：山口晃司、大貫孝輔
- 協力：横浜市立金沢動物園、エプソン品川アクアスタジアム、ザ・ゲートホテル雷門 by HULIC
- 広報：清田美智子（フジテレビ）
- AP：勝田久美子
- AD：西川真里、高橋健人、鈴木寛人、小野貢
- ディレクター：渡辺知明、内間一貴、吉村慶介、柳川新吾、大塚隆史
- 演出：鈴木優、井坂周二、川本良樹
- プロデューサー：深野和伸、今野貴之
- 企画制作：フジテレビ
- 制作著作：共同テレビ